# アベコーのモリもりトーク
『東池袋大勝軒プレゼンツ アベコーのモリもりトーク』（ひがしいけぶくろたいしょうけんプレゼンツ アベコーのモリもりトーク）とは、TBSラジオのラジオ番組である。

## 概要
競馬評論家の阿部幸太郎と女性アシスタントのコンビで、毎週ゲストを招いて、さまざまなトークを繰り広げる生放送番組。翌日の中央競馬のメインレースを紹介するコーナーもある。東池袋大勝軒の一社提供。
阿部は以前からラジオ日本の競馬中継やTBSラジオの番組への出演機会があり、2007年度のナイターオフには『元木大介のエキサイトベースボールサタデー』内に「くせもの競馬」として阿部の予想コーナーが設けられていたが、当番組で初めてラジオのメインパーソナリティを担当することとなった。

## 放送期間
プロ野球のオフシーズンに放送されている。
- 2008年10月4日〜2009年3月28日
- 2009年10月10日〜2010年4月3日
- 2010年10月9日〜2011年4月2日

## 放送時間
- 毎週土曜日 19:30-20:00（2008〜2009年度）
- 毎週土曜日 18:30-19:00（2010年度）
  - 野球中継（クライマックスシリーズ・日本シリーズ・ワールドベースボールクラシック）が放送の場合は休止となった。
  - 2009年3月28日は拡大版として19:00-20:00の1時間番組として放送。

### 特別番組
- 2008年12月29日 アベコーのモリもりトークスペシャル2008 (18:00-19:00)
- 2009年12月28日 アベコーの大もりトークスペシャル2009 (18:00-19:00)

## 出演者
- 阿部幸太郎 - 番組内での呼び名は“アベコー”
- 村井真里（2008〜2009年度） - 番組内での呼び名は“まりんちゃん”。2009年度は「村井まり」名義。
- 江藤愛（TBSアナウンサー、2010年度）

## コーナー
アベ小部屋
いろいろなジャンルのゲストとトークを繰り広げる。コーナー名は「アベコーの小部屋」の略。
モリもりもりそばトーク
東池袋大勝軒の生コマーシャル。
アベコーのハッピー競馬
阿部が中央競馬の前週のメインレースを振り返り、今週のメインレースを紹介し予想を披露する。ゲスト、アシスタントにも予想を聞く。
東池袋大勝軒〜新作ラーメンへの道〜（2009年度）
毎月最終土曜日に放送。リスナーから寄せられたアイデアをもとに、東池袋大勝軒の新作ラーメンを製作。

## ゲスト

### 2008年度
| 回数   | 放送日         | ゲスト                        |
| ------ | -------------- | ----------------------------- |
| 第1回  | 2008年10月4日  | ゲストなし                    |
| 第2回  | 2008年10月11日 | 優木まおみ                    |
| 第3回  | 2008年11月15日 | 野々村真                      |
| 第4回  | 2008年11月22日 | 山岸一雄、林あさ美            |
| 第5回  | 2008年11月29日 | 神子島みか                    |
| 第6回  | 2008年12月8日  | 小島よしお                    |
| 第7回  | 2008年12月13日 | 小池百合子                    |
| 第8回  | 2008年12月20日 | 二階堂亜樹                    |
| 第9回  | 2008年12月27日 | 三ツ矢雄二                    |
| 特別   | 2008年12月29日 | 山岸一雄、北島秀一            |
| 第10回 | 2009年1月3日   | ゲストなし                    |
| 第11回 | 2009年1月10日  | 丸山和也                      |
| 第12回 | 2009年1月17日  | 波田陽区                      |
| 第13回 | 2009年1月24日  | 根本美緒                      |
| 第14回 | 2009年1月31日  | BIGBELL（鈴木貴雄、西原大介） |
| 第15回 | 2009年2月7日   | 生稲晃子                      |
| 第16回 | 2009年2月14日  | 今井絵理子                    |
| 第17回 | 2009年2月21日  | 森秀行                        |
| 第18回 | 2009年2月28日  | ギャオス内藤                  |
| 第19回 | 2009年3月14日  | 水田わさび                    |
| 第20回 | 2009年3月21日  | 天雀                          |
| 第21回 | 2009年3月28日  | 早乙女太一                    |

### 2009年度
| 回数        | 放送日         | ゲスト                               |
| ----------- | -------------- | ------------------------------------ |
| 第22回      | 2009年10月10日 | 山岸一雄                             |
| 第23回      | 2009年11月16日 | 吉川麻衣子                           |
| 第24回      | 2009年11月21日 | にしおかすみこ                       |
| 第25回      | 2009年11月28日 | ゲストなし                           |
| 第26回      | 2009年12月5日  | 原口あきまさ                         |
| 第27回      | 2009年12月12日 | 愛川ゆず季                           |
| 第28回      | 2009年12月19日 | 狩野英孝                             |
| 第29回      | 2009年12月26日 | ゲストなし                           |
| 特別 第30回 | 2009年12月28日 | 飯野敏彦、前島司、古谷一郎、北島秀一 |
| 第31回      | 2010年1月2日   | ゲストなし                           |
| 第32回      | 2010年1月9日   | 杉浦太陽                             |
| 第33回      | 2010年1月16日  | 真如雅子                             |
| 第34回      | 2010年1月23日  | テツandトモ                          |
| 第35回      | 2010年1月30日  | ゲストなし                           |
| 第36回      | 2010年2月6日   | 牧山純子                             |
| 第37回      | 2010年2月13日  | 白石康次郎                           |
| 第38回      | 2010年2月20日  | 細江純子                             |
| 第39回      | 2010年2月27日  | 飯野敏彦                             |
| 第40回      | 2010年3月6日   | 四代目江戸屋猫八                     |
| 第41回      | 2010年3月13日  | 加藤高道                             |
| 第42回      | 2010年3月20日  | 福ノ上達也                           |
| 第43回      | 2010年3月27日  | 大江裕                               |
| 第44回      | 2010年4月3日   | 飯野敏彦                             |

| TBSラジオ ナイターオフの土曜日19:30 - 20:00枠                               | TBSラジオ ナイターオフの土曜日19:30 - 20:00枠 | TBSラジオ ナイターオフの土曜日19:30 - 20:00枠                            |
| 前番組                                                                      | 番組名                                        | 次番組                                                                   |
| --------------------------------------------------------------------------- | --------------------------------------------- | ------------------------------------------------------------------------ |
| みうらじゅんの「サブカルジェッター」 ～2番目がいいんじゃない ※19:00 - 20:25 | アベコーのモリもりトーク                      | Listen SOUL! ※19:00 - 20:00                                              |
| TBSラジオ 土曜日18:30 - 19:00枠                                             |                                               |                                                                          |
| Listen SOUL! ※18:00 - 21:00                                                 | アベコーのモリもりトーク                      | サタデースポーツ&ニュース ※17:30 - 19:00 - 4月9日から4月30日まで60分拡大 |